# Michael Hellweger
Michael Hellweger (* 28. Oktober 1996 in Bozen) ist ein italienischer Skilangläufer. 

## Werdegang
Hellweger nahm von 2012 bis 2015 an U20-Wettbewerben im Alpencup teil. Bei den Nordischen Junioren-Skiweltmeisterschaften 2016 in Râșnov belegte er den 31. Platz im Sprint. Im Dezember 2016 startete er in Valdidentro erstmals bei Erwachsenenrennen im Alpencup und errang dabei den 78. Platz über 15 km Freistil und den 62. Platz über 15 km klassisch. Sein erstes Weltcuprennen lief er im Januar 2017 in Toblach, welches er auf dem 62. Platz im Sprint beendete. Im Januar 2018 holte er in Dresden mit dem 24. Platz im Sprint seine ersten Weltcuppunkte.

## Siege bei Continental-Cup-Rennen
| Nr. | Datum            | Ort      | Disziplin       | Serie    |
| --- | ---------------- | -------- | --------------- | -------- |
| 1.  | 7. Dezember 2019 | Pokljuka | Sprint Freistil | Alpencup |
| 2.  | 18. Februar 2023 | Campra   | Sprint Freistil | Alpencup |